# Torre degli Alberi
Die Torre degli Alberi, auch einfach Il Torre genannt, ist ein mittelalterlicher Turm im Stadtteil Alberi di Vigatto der Stadt Parma in der italienischen Region Emilia-Romagna. Er liegt in der Strada Martinella 132.

## Geschichte
Die originale Festungsanlage wurde 1402 auf Geheiß der Gebrüder Pier Maria I. und Giacomo de’ Rossi als militärischer Vorposten vor den Toren Parmas errichtet. In den drei Folgejahren wurde die benachbarte Siedlung mehrfach von den Terzis geplündert, die 1405 Pietro da Vianino beauftragten, die Besitzungen der Rossis in Mamiano, Alberi und Porporano anzugreifen und bis auf die Grundmauern niederzubrennen.
1408 verbündeten sich die Rossis mit dem Markgrafen von Ferrara, Niccolò III. d’Este, und baten diesen, als er Herr von Parma wurde, um die Rückgabe des Castello di Carona, des Castello di Castrignano, des Castello di Tiorre und des Castello di Pariano, sowie der Bastionen von Sant’Andrea und Mattaleto, und darüber hinaus um die Erlaubnis zum Wiederaufbau des Castello di Mulazzano, der Torre degli Alberi, des Castello di Porporano, des Castello di Antesica und des Castello di Mamiano gegenüber dem benachbarten Castello di Basilicanova.
In der Folge wurde die Festung Alberi wiederaufgebaut, aber den Grafen Bajardi verlehnt; während des Krieges der Rossis 1482 bemächtigten sich die Truppen von Guido de’ Rossi der „Torre degli Albari“, der Andrea Bajardi gehörte, der wiederum mit Ludovico Sforza verbündet war; während der Kämpfe wurde das Gebäude teilweise zerstört.
Später kaufte die Familie Moretti di Vaestano den Turm, der in ein Hofgebäude eingebaut worden war.

## Beschreibung
Der Turm, der über die Jahrhunderte teilweise umgebaut wurde, erhebt sich auf einer rechteckigen Anlage in Verbindung mit der Südostecke eines großen Hofgebäudes, das zum Teil mittelalterlichen Ursprungs ist und „Serraglio“ oder „Corte Belentani“.